# Provinciale weg 263
De provinciale weg 263 (N263) is een provinciale weg in Noord-Brabant die loopt van de A16 bij Breda naar de Belgische grens bij Wernhoutsburg. Plaatsen langs de N263 zijn Effen, Rijsbergen, Zundert en Wernhout. De weg is ongeveer 18 km lang.
De weg is uitgevoerd als tweestrooks-gebiedsontsluitingsweg met buiten de bebouwde kom een maximumsnelheid van 80 km/h. In de gemeente Breda heet de weg Graaf Engelbertlaan en Rijsbergseweg. In de gemeente Zundert heet de weg achtereenvolgens Bredaseweg, Sint Bavostraat, Antwerpseweg, wederom Bredaseweg, Molenstraat en Wernhoutseweg. Binnen de bebouwde is de weg in beheer van de betreffende gemeente. In de bebouwde kom van Zundert en Wernhout en de weg daartussen wordt het nummer N263 niet meer gebruikt, deze weggedeeltes zijn ook geen onderdeel meer van de N263.

## Geschiedenis
Oorspronkelijk was de huidige N263 vanaf 1811 aangelegd als deel van de Route impériale 2, die van Parijs naar Amsterdam leidde. Na de val van het Franse Keizerrijk en de onafhankelijkheid van België werd deze weg gehandhaafd als rijksweg. Vanaf het Rijkswegenplan 1932 was de weg onderdeel van rijksweg 16, die een verbinding vormde tussen Rotterdam en de grens met België ter hoogte van Wernhout. Tot het rijkswegenplan van 1948 zou rijksweg 16 vanaf Breda het tracé richting Zundert en Wernhout volgen. Toen halverwege de jaren 50 de E-nummers voor wegen werden ingevoerd, werd de weg onderdeel van de E10 (Parijs - Brussel - Amsterdam, later verlengd naar Groningen).
In het volgende rijkswegenplan van 1958 werd voor het eerst het huidige verloop van rijksweg 16 tussen Breda en Hazeldonk opgenomen. Voor het oude tracé betekende dit het begin van het einde als doorgaande rijksweg. In december 1971 werd de huidige A16 tussen Princenhage en de grensovergang Hazeldonk opengesteld voor verkeer, waardoor het doorgaande verkeer zich naar deze weg verplaatste. Ook verloor de weg het wegnummer E10, die eveneens over de nieuwe autosnelweg verliep.
Uiteindelijk werd de weg in delen aan de provincie overgedragen. Halverwege de jaren 80 werd het gedeelte tussen Breda en Zundert overgedragen. Het wegvak tussen Zundert en de Belgische grens zou tot 1992 beheerd worden door Rijkswaterstaat, die de weg administratief nummerde als rijksweg 754. In het kader van de Wet herverdeling wegenbeheer werd ook dit gedeelte overgedragen aan de provincie Noord-Brabant.

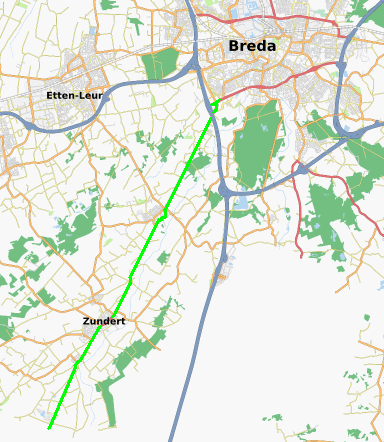
Detailkaart traject

N62 · N69 · N251 · N252 · N253 · N254 · N255 · N256/A256 · N257 · N258 · N260 · N261 · N262 · N263 · N264 · N266 · N267 · N268 · N269 · N270/A270 · N271 · N272 · N273 · N274 · N275 · N276 · N277 · N278 · N279 · N280 · N281 · N282 · N283 · N284 · N285 · N286 · N287 · N288 · N289 · N290 · N291 · N292 · N293 · N294 · N295 · N296 · N296n · N297 · N298 · N300 · N321 · N322 · N324 · N329 · N389 · N394 · N395 · N396 · N397

N556 · N562 · N564 · N570 · N572 · N590 · N595 · N598 · N601 · N602 · N605 · N607 · N612 · N613 · N615 · N616 · N617 · N618 · N620 · N622 · N625 · N629 · N631 · N632 · N637 · N638 · N639 · N640 · N641 · N651 · N652 · N653 · N654 · N655 · N656 · N658 · N659 · N660 · N661 · N662 · N663 · N664 · N665 · N666 · N667 · N668 · N669 · N670 · N671 · N673 · N674 · N675 · N676 · N682 · N683 · N686 · N689 · N690 · N831 · N843

Voormalige provinciale wegen: N299 · N551 · N552 · N553 · N554 · N555 · N560 · N561 · N563 · N565 · N566 · N567 · N568 · N571 · N574 · N580 · N581 · N582 · N583 · N584 · N585 · N586 · N587 · N588 · N589 · N591 · N592 · N593 · N594 · N596 · N597 · N603 · N604 · N606 · N608 · N610 · N611 · N614 · N619 · N621 · N623 · N624 · N626 · N628 · N630 · N634 · N642 · N657